# کسل داگلاس
کسل داگلاس (به انگلیسی: Castle Douglas) یک شهرک در اسکاتلند است که در دامفریس و گالووی واقع شده‌است. کسل داگلاس ۴٬۱۷۴ نفر جمعیت دارد.